# Фенилэфрин
Фенилэфрин, phenylephrine, торговые марки Стелфрин супра, Ирифрин (Irifrin), Мезатон (Mesatonum), 1-(мета-оксифенил)-2-метиламиноэтанол — синтетический адреномиметик смешанного типа, широко применяется в медицине. Брутто-формула — C9H13NO2.
Иногда выпускается в виде кислой соли (фенилэфрин гидрохлорид): C9H13NO2⋅HCl.
Синонимы: Adrianol, Almefrin, Derizene, Idrianol, Isophrin, Neophryn, NeoSynephrine, Phenylephrini hydrochloridum, Phenylephrine hydrochloride, mSympatol, Visadron и др.

## Фармакологическая группа
Альфа-адреномиметики, антиконгестанты.

## Физические свойства
Белый или белый со слегка желтоватым оттенком кристаллический порошок без запаха. Легко растворим в воде и спирте. Растворы (рН 3,0—3,5) стерилизуют при +100 °C в течение 30 мин.

## Общая информация
Фенилэфрин — синтетический адреномиметический препарат. Является стимулятором α-адренорецепторов; мало влияет на β-рецепторы сердца. Вызывает сужение артериол и повышение артериального давления (с возможной рефлекторной брадикардией). По сравнению с норадреналином и адреналином повышает артериальное давление менее резко, но действует более длительно. Сердечный выброс под влиянием фенилэфрина не увеличивается (может даже уменьшаться).
В отличие от адреналина и норадреналина фенилэфрин не является катехоламином (он содержит лишь одну гидроксильную группу в ароматическом ядре) и мало подвержен действию фермента катехол-О-метилтрансферазы (КОМТ), участвующей в биотрансформации катехоламинов. В связи с этим он более стоек, оказывает более длительный эффект; эффективен при приёме внутрь (однако меньше, чем при парентеральном введении).
Применяют фенилэфрин для повышения артериального давления при коллапсе и гипотензии, связанных с понижением сосудистого тонуса (но не при первичной сердечной слабости), при подготовке к операциям и во время операций, при интоксикациях, инфекционных заболеваниях, гипотонической болезни; для сужения сосудов и уменьшения воспалительных явлений при вазомоторном и сенном насморке, конъюнктивитах и т. п.; как заменитель адреналина в растворах анестетиков; для расширения зрачка.
При остром понижении артериального давления фенилэфрин вводят обычно в вену в дозе 0,1—0,3—0,5 мл 1 % раствора в 40 мл 5—20—40 % раствора глюкозы или изотонического раствора натрия хлорида; вводят медленно, инъекции при необходимости повторяют. Капельно вводят 1 мл 1 % раствора в 250—500 мл 5 % раствора глюкозы.
Под кожу или внутримышечно назначают 0,3—1 мл 1 % раствора (взрослым), внутрь — по 0,01—0,025 г 2—3 раза в день.
Для сужения сосудов слизистых оболочек и уменьшения воспалительных явлений применяют путём смазывания или закапывания 0,25—0,5 % растворы. Для местной анестезии прибавляют по 0,3—0,5 мл 1 % раствора на 10 мл раствора анестезирующего вещества.
Высшие дозы для взрослых внутрь: разовая 0,03 г, суточная 0,15 г; под кожу и внутримышечно: разовая 0,01 г, суточная 0,05 г; в вену: разовая 0,005 г, суточная 0,025 г.
Применяют с осторожностью при хронических заболеваниях миокарда, гипертиреозе и у лиц пожилого возраста.
Данный препарат имеет сходство по клиническому действию с этафедрином.

### Офтальмология
При местном применении в офтальмологии вызывает расширение зрачка, улучшает отток внутриглазной жидкости и сужает сосуды конъюнктивы, потому может понизить внутриглазное давление при открытоугольных формах глаукомы.
Для расширения зрачка вводят в конъюнктивальный мешок 2—3 капли 1—2 % раствора. Мидриатический эффект менее продолжителен, чем при применении атропина (несколько часов).
Препараты содержащие в себе фенилэфрин: мидримакс, ирифрин и др. Ирифрин — глазные капли, которые содержат в себе 25,0 или 100,0 мг фенилэфрина гидрохлорида во флаконе-капельнице или флаконе с капельницей 5,0 мл. Раствор как правило прозрачный или светло-жёлтый. Оказывает влияние на α-адренергические рецепторы, которые способствуют сокращению мышц, расширяющих зрачок (мидриазу), и сужению артериол конъюнктивы.

## Побочные действия
Более часто — головная боль, тошнота или рвота; менее часто — стенокардия, брадикардия, диспноэ, повышение АД, сердцебиение, тахикардия, желудочковая аритмия (особенно при применении в высоких дозах), раздражительность, двигательное беспокойство, аллергические реакции.

## Противопоказания
- Противопоказания (раствор для инъекций)[4]: гиперчувствительность, артериальная гипертензия, гипертрофическая обструктивная кардиомиопатия, феохромоцитома, фибрилляция желудочков, декомпенсированная сердечная недостаточность, выраженный атеросклероз, тяжёлые формы ишемической болезни сердца, поражение церебральных артерий.
- C осторожностью (раствор для инъекций)[4]: метаболический ацидоз, гиперкапния, гипоксия, фибрилляция предсердий, закрытоугольная глаукома, гипертензия в малом круге кровообращения, гиповолемия, тяжёлый стеноз устья аорты, шок при инфаркте миокарда, тахиаритмия, желудочковая аритмия, брадикардия, окклюзионные заболевания сосудов (в том числе в анамнезе) — артериальная тромбоэмболия, атеросклероз, облитерирующий тромбангиит (болезнь Бюргера), болезнь Рейно, склонность сосудов к спазмам (в том числе при отморожении), диабетический эндартериит, тиреотоксикоз, пожилой возраст, возраст до 18 лет, беременность, кормление грудью.

## Взаимодействие
Снижает гипотензивный эффект диуретиков и гипотензивных лекарственных средств (в том числе метилдопы, мекамиламина, гуанадрела, гуанетидина). Фенотиазины, альфа-адреноблокаторы (фентоламин), фуросемид и др. диуретики снижают гипертензивный эффект. Ингибиторы МАО (в том числе фуразолидон, прокарбазин, селегилин), окситоцин, алкалоиды спорыньи, трициклические антидепрессанты, метилфенидат, адреностимуляторы усиливают прессорный эффект и аритмогенность фенилэфрина. Бета-адреноблокаторы уменьшают кардиостимулирующую активность, на фоне резерпина возможна артериальная гипертензия (вследствие истощения запасов катехоламинов в адренергических окончаниях повышается чувствительность к адреномиметикам). Ингаляционные анестетики (в том числе хлороформ, энфлуран, галотан, изофлуран, метоксифлуран) увеличивают риск возникновения тяжёлой предсердной и желудочковой аритмии, поскольку резко повышают чувствительность миокарда к симпатомиметикам. Эргометрин, эрготамин, метилэргометрин, окситоцин, доксапрам увеличивают выраженность вазоконстрикторного эффекта. Снижает антиангинальный эффект нитратов, которые в свою очередь могут снизить прессорный эффект симпатомиметиков и риск возникновения артериальной гипотензии (одновременное применение допускается в зависимости от достижения необходимого терапевтического эффекта). Тиреоидные гормоны увеличивают (взаимно) эффект и связанный с ним риск возникновения коронарной недостаточности (особенно при коронарном атеросклерозе).

## Передозировка
Проявляется желудочковой экстрасистолией и короткими пароксизмами желудочковой тахикардии, ощущением тяжести в голове и конечностях, значительным повышением АД. Лечение: в/в введение альфа-адреноблокаторов (например фентоламина) и бета-адреноблокаторов (при нарушении ритма сердца).

## Способ применения и дозы
Подкожно (п/к), внутримышечно (в/м), внутривенно (в/в) струйно медленно или инфузионно. Режим дозирования зависит от показаний и применяемой лекарственной формы. Для в/в струйного введения 10 мг растворяют в 9 мл воды, для в/в инфузии 10 мг добавляют к 500 мл 0,9 % раствора хлорида натрия или 5 % глюкозы. Умеренная гипотензия: п/к или в/м, взрослым — 2—5 мг, затем при необходимости 1—10 мг; в/в — 0,2 мг (0,1—0,5 мг), интервал между введениями — не менее 10—15 мин. Тяжёлая гипотензия и шок — в/в капельно; начальная скорость инфузии — 0,18 мг/мин, по мере стабилизации АД скорость уменьшают до 0,04—0,06 мг/мин. В качестве вазоконстриктора при региональной анальгезии добавляют в анестезирующий раствор. Высшие дозы для взрослых: п/к или в/м разовая доза — 10 мг, суточная — 50 мг, при в/в введении разовая доза 5 мг, суточная — 25 мг. Капли глазные: используют в виде инстилляций. Интраназально, детям в возрасте до 1 года — по 1 капле в каждый носовой ход не чаще чем каждые 6 ч, от 1 года до 6 лет — по 1—2 капли, старше 6 лет и взрослым — 3—4 капли. Продолжительность лечения составляет не более 3 дней. Для спрея: детям 6—12 лет — по 2—3 впрыскивания не чаще чем каждые 4 ч.

## Меры предосторожности при применении
В период лечения следует контролировать ЭКГ, АД, давление заклинивания в лёгочной артерии, сердечный выброс, кровообращение в конечностях и в месте инъекции. При артериальной гипертензии необходимо поддерживать сАД на уровне, на 30—40 мм рт. ст. ниже привычного. Перед началом или во время терапии шоковых состояний обязательна коррекция гиповолемии, гипоксии, ацидоза, гиперкапнии. Резкое повышение АД, выраженная брадикардия или тахикардия, стойкие нарушения ритма сердца требуют прекращения лечения. Для предотвращения повторного снижения АД после отмены препарата дозу следует уменьшать постепенно, особенно после длительной инфузии. Инфузию возобновляют, если сАД снижается до 70—80 мм рт. ст. Во время терапии исключаются потенциально опасные виды деятельности, требующие быстроты двигательных и психических реакций. При местном применении после всасывания через слизистую оболочку фенилэфрин может вызывать системные эффекты. В связи с этим следует избегать применения фенилэфрина в форме 10 % глазных капель у грудных детей и пациентов пожилого возраста. Применение 2,5 % или 10 % раствора фенилэфрина с ингибиторами МАО, а также в течение 21 дня после их отмены, должно осуществляться с осторожностью, так как возможно развитие системных адренергических эффектов.

## Производство
С июля 2017 года производится в России компанией ОАО «Дальхимфарм»
С начала 2021 года производится в России компанией ФГУП МЭЗ Эндофарм